# Prijezda II
Prijezda II (ur. przed 1242, zm. 1290) – ban Bośni od 1287 r. Był najstarszym synem Prijezdy I. Początkowo po śmierci ojca panował samodzielnie, ale jeszcze w 1287 współrządził z bratem Stefanem I Kotromanem. Uznał zwierzchnictwo Węgier. Zmarł w 1290.